# Shirley Hampton
Shirley Hampton   (5 de setembre de 1935) és una atleta anglesa, ja retirada, especialista en curses de velocitat que va competir durant la dècada de 1950.
En el seu palmarès destaca una medalla de bronze en la prova dels 200 metres del Campionat d'Europa d'atletisme de 1954. Formà equip amb Giuseppina Leone, Letizia Bertoni i Milena Greppi. També guanyà una medalla de plata i una de bronze als Jocs de l'Imperi Britànic i de la Comunitat de 1954 i el campionat nacional de l'AAA de 1958 de les 440 iardes.
El setembre de 1956 es casà amb l'atleta Gordon Pirie, que dos mesos més tard guanyaria una medalla de plata als Jocs Olímpics de Melbourne.

## Millors marques
- 200 metres. 24.4" (1954)
- 400 metres. 55.5" (1958)[6]